# Wolfgang Abraham
Wolfgang Abraham (23. ledna 1942, Osterburg – 2. února 2013) byl východoněmecký fotbalový útočník a ke konci kariéry obránce. Po ukončení ligové kariéry pokračoval 2 sezóny v B-týmu a dále pracoval jako fotbalový funkcionář.

## Fotbalová kariéra
Ve východoněmecké Oberlize hrál za 1. FC Magdeburg a BSG Lokomotive Stendal. Nastoupil v 223 ligových utkáních a dal 50 gólů. V letech 1972, 1974 a 1975 získal s 1. FC Magdeburg mistrovský titul. V Poháru mistrů evropských zemí nastoupil v 6 utkáních a v Poháru vítězů poháru nastoupil v 11 utkáních a dal 1 gól. V roce 1974 vyhrál s 1. FC Magdeburg Pohár vítězů pohárů.

## Ligová bilance
| Ročník          | Zápasy | Góly | Klub                   |
| --------------- | ------ | ---- | ---------------------- |
| I. liga 1961/62 | 3      | 0    | SC Magdeburg           |
| I. liga 1962/63 | 4      | 0    | SC Magdeburg           |
| I. liga 1964/65 | 4      | 2    | BSG Lokomotive Stendal |
| I. liga 1965/66 | 23     | 7    | BSG Lokomotive Stendal |
| I. liga 1967/68 | 26     | 5    | 1. FC Magdeburg        |
| I. liga 1968/69 | 22     | 5    | 1. FC Magdeburg        |
| I. liga 1969/70 | 25     | 7    | 1. FC Magdeburg        |
| I. liga 1970/71 | 25     | 4    | 1. FC Magdeburg        |
| I. liga 1971/72 | 25     | 13   | 1. FC Magdeburg        |
| I. liga 1972/73 | 21     | 3    | 1. FC Magdeburg        |
| I. liga 1973/74 | 18     | 2    | 1. FC Magdeburg        |
| I. liga 1974/75 | 25     | 2    | 1. FC Magdeburg        |
| I. liga 1975/76 | 2      | 0    | 1. FC Magdeburg        |
| CELKEM I. liga  | 223    | 50   |                        |